# Schlage (Dummerstorf)
Schlage is een plaats en voormalige gemeente in de Duitse deelstaat Mecklenburg-Voor-Pommeren en maakt deel uit van de gemeente Dummerstorf in het Landkreis Rostock.